# 在大雪封閉的山莊裡
《在大雪封閉的山莊裡》是日本作家東野圭吾的長篇推理小說。使用推理小說「封閉空間」（英文：Closed Circle）」模式創作。1992年發行了講談社Novels版，1996年發行了講談社文庫版。繁體中文版早年由林白出版社發行時曾改書名為《雪地殺機》，而後皇冠文化出版有限公司再版時改回日文原標題。

## 出版書籍
| 出版社     | 出版日期       | 格式   | 頁數  | ISBN                   | 譯者   |
| ---------- | -------------- | ------ | ----- | ---------------------- | ------ |
| 講談社     | 1992年3月5日   | 新書判 | 221頁 | ISBN 978-4-06-181607-7 | 不適用 |
| 講談社     | 1996年1月11日  | 文庫本 | 306頁 | ISBN 978-4-06-185909-8 | 不適用 |
| 林白出版社 | 1996年12月30日 | 平裝書 | 275頁 | ISBN 978-957-812-250-5 | 林敏生 |
| 皇冠文化   | 2013年11月4日  | 平裝書 | 272頁 | ISBN 978-957-333-032-5 | 王蘊潔 |

## 書籍評價
- 1993年 第46屆「日本推理作家協會獎」（長篇類別）候補

## 故事簡介
志願成為演員的七名男女，被劇作家東郷陣平聚集到名為「四季」的山莊裡。然後他們開始一場奇異的舞台劇排練——一齣沒有劇本的推理劇。眾人心裡雖覺奇怪，但依然進行了排練。然而由於山莊外的暴風雪導致山莊變成了密室。
然而如同舞台劇內容中發生在暴風雪山莊中的連續殺人案般，演員們一個接一個消失。他們不禁想到，這真的只是排練嗎？

## 登場人物

### 劇團『水滸』
久我 和幸（Kuga Kazuyuki）
原本是劇團『堕天塾』的團員。通過了劇團『水滸』的甄試。
笠原 温子（Kasahara Atsuko）
演技平平，但是女團員們的領袖人物。
田所 義雄（Tadokoro Yoshio）
性情衝動，亦毫不隱藏對由梨江的愛意。
雨宮 恭介（Amamiya Kyousuke）
演技平平，但是男團員們的領袖人物。
元村 由梨江（Motomura Yurie）
擁有美貌，但演技不佳。
本多 雄一（Honda Yuuichi）
舉止粗魯，但卻是名實力派演員。
中西 貴子（Nakanishi Takako）
擁有魅力和才能的女演員。
東鄉 陣平（Tougou Jinbei）
劇團的劇作家。將演員們聚集在山莊里，讓他們進行詭異的排練。

### 其他
小田 伸一（Oda Shinichi）
四季山莊的主人。
麻倉 雅美（Asakura Masami）
原本是『水滸』劇團的成員，在參加甄試失敗後自殺。

## 電影
電影於2024年1月12日上映，由重岡大毅主演。

### 登場人物（電影）
- 久我和幸：重岡大毅（WEST.）[2]
- 中西貴子：中條彩未[3]
- 田所義雄：岡山天音[3]
- 元村由梨江：西野七瀨[3]
- 笠原溫子：堀田真由[3]
- 雨宮恭介：戶塚純貴[3]
- 麻倉雅美：森川葵[3]
- 本多雄一：間宮祥太朗[3]

### 製作團隊（電影）
- 原作：東野圭吾『在大雪封閉的山莊裡』（講談社文庫）
- 導演：飯塚健
- 編劇：加藤良太、飯塚健
- 配樂：海田吾
- 主題曲：WEST.「FICTION」（Johnny's Entertainment Record）[4]
- 制作公司：FINE Entertainment
- 製作幹事・發行商：Happinet Phantom Studios
- 製作：電影『在大雪封閉的山莊裡』製作委員會